# Cassandre Beaugrand
Cassandre Beaugrand, född 23 maj 1997, är en fransk triatlet.

## Karriär
Beaugrand tävlade för Frankrike vid olympiska sommarspelen 2016 i Rio de Janeiro, där hon slutade på 30:e plats i damernas tävling.
I juli 2021 vid OS i Tokyo i Tokyo fullföljde inte Beaugrand den individuella tävlingen. Hon var även en del av Frankrikes lag tillsammans med Léonie Périault, Dorian Coninx och Vincent Luis som tog brons i mixstafetten.